# Dansk körvel
Dansk körvel (körvelkäx, trädgårdskörvel) (Anthriscus cerefolium (L.) Hoffm.) är en växtart i släktet småkörvlar (Anthriscus) och familjen flockblommiga växter.

## Beskrivning
Dansk körvel är en ettårig ört som blommar med vita blommor i flockar från maj till juli.
Kromosomtalet är 2n = 18.

## Utbredning
Arten är ursprunglig i östra Europa och västra Asien, från Schweiz och Polen till norra Iran, men har introducerats i större delen av övriga Europa och på flera platser i Nordamerika och Nordafrika. I Sverige är den inte ursprunglig, men är bofast och reproducerande i södra delen av landet, till Uppland och Dalarna.

## Användning
Bladen används färska, torkade eller frysta som krydda till bland annat soppa, sås, sallad, kyckling, ägg- och fiskrätter. Som krydda ingår den i kryddblandningen fines herbes. Smaken påminner om anis.
Dansk körvel har även använts som läkeört. Läkebok 3, en handskrift från början av 1500-talet, utgiven av Gustaf Edvard Klemming anger Cerefolium thz ær kirfwil han ær mykyt hetir oc thør. Drikkir man kirwil mz winn tha dughir thz for sidhowærk.

## Etymologi
- Släktnamnet Anthriscus härleds från anthriskon, som i det antika Grekland var namnet på en flockblommig växt (Apiaceae).[2]
- Artepitetet cerefolium är en latinisering av grekiska khairo = glädje + fyllon = blad.[1] Tankefiguren är att man blir glad, sedan värk efter behandling med körvel upphört.